# Oporinia inscriptata
Oporinia inscriptata là một loài bướm đêm trong họ Geometridae.